# ГЕС Yujiankou
ГЕС Yujiankou (鱼剑口水电站) — гідроелектростанція у центральній частині Китаю в провінції Чунцін. Знаходячись після ГЕС Shíbǎnshuǐ, становить нижній ступінь каскаду на річці Лонгхе, правій притоці Янцзи.
В межах проекту річку перекрили греблею із ущільненого котком бетону висотою 50 метрів та довжиною 156 метрів. Вона утримує водосховище з об'ємом 8,9 млн м3 (корисний об'єм 1,8 млн м3), в якому припустиме коливання рівня поверхні у операційному режимі між позначками 250 та 252 метра НРМ (під час повені до 254,6 метра НРМ).
Зі сховища через правобережний гірський масив прокладено дериваційний тунель довжиною 7,8 км та діаметром 6,2 метра, який транспортує ресурс для трьох турбін потужністю по 20 МВт, котрі забезпечують виробництво 253 млн кВт-год електроенергії на рік.